# União monetária

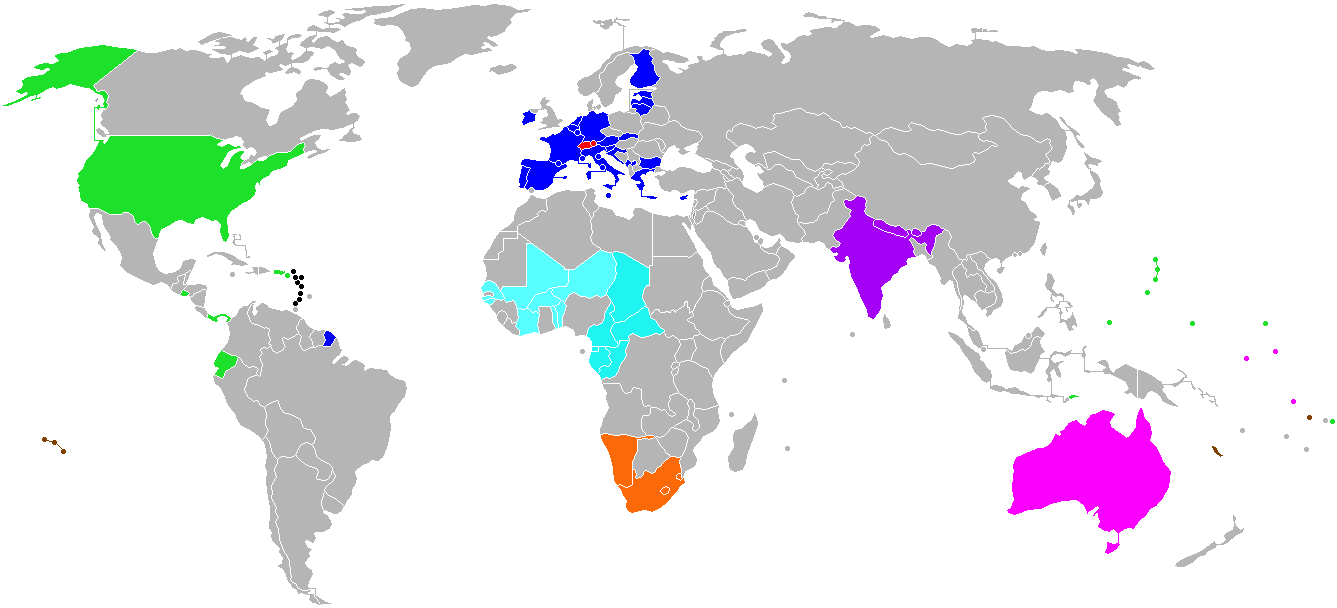
Mapa mundial das uniões monetárias:
EUR Euro
USD Dólar dos Estados Unidos
CHF Franco suíço
INR Rupia indiana
AUD Dólar australiano
XCD Dólar do Caribe Oriental
ZAR Rand sul-africano
XOF Franco CFA da África Ocidental
XAF Franco CFA da África Central
XPF Franco CFP

Em economia, união monetária é a situação em que mais de um país concordam em compartilhar uma moeda única.
É a etapa onde ocorre a zona de livre comércio, a união aduaneira e a livre-circulação de mercadorias, pessoas, serviços e capitais, juntamente com a moeda comum.

## Exemplos
O euro é usado por diversos países da Europa.
O franco CFA da África Ocidental é a moeda compartilhada por Benin, Burkina Faso, Costa do Marfim, Mali, Níger, Senegal e Togo.
O franco CFA da África Central é a moeda de Camarões, República Centro-Africana, Chade, República do Congo, Guiné Equatorial e Gabão.
O Dólar do Caribe Oriental é a moeda usada por Anguilla, Antígua e Barbuda, Dominica, Granada, Monserrate, Santa Lúcia, São Cristóvão e Nevis e São Vicente e Granadinas.
Há uma proposta de moeda única sul-americana, ainda sem nome definido (os mais cotados nomes são peso, peso-real e pacha), a ser usado pelos países membros da UNASUL.